# N・P
『N・P』（エヌ・ピー）は、吉本ばななの小説。
2020年に日本・ベルギー合作で映画化された。

## 概要
1990年12月25日、角川書店より刊行された。1992年11月、角川文庫として文庫化された。
自殺した作家・高瀬皿男の小説「N・P」をめぐる、激しい愛の物語。
吉本ばなながそれまで取り組んでいた、オカルト、宗教、テレパシー、シンパシー、近親相姦などのテーマをすべて盛り込んだ作品である。しかし本人はあとがきで「力不足でやはりうまく書けなかった」と語っている。

## 登場人物
私（加納風美）
主人公で語り手。大学の英文学研究室で働く。
箕輪萃
作家・高瀬皿男の娘だが、親子と知りながら関係をもった過去がある。小説「N・P」に関連するものを集め続けている。風美と出会い、奇妙な友情を育む。
高瀬咲
作家・高瀬皿男の娘。萃とは異母姉妹だが、あえて交流はしていない。風美が勤務する大学で「N・P」を研究している。快活な性格で風美とも親しくなる。
高瀬乙彦
作家・高瀬皿男の息子で、咲の双子の弟。萃とは異母きょうだいであるにもかかわらず恋仲になる。咲と二人暮らし。
庄司
翻訳家。萃の恋人であった時期に「N・P」を紹介され、訳し始める。のちに高校生の風美を恋人にもつ。パーティーで咲・乙彦の姉弟を風美に紹介する。「N・P」翻訳途中で自殺する。
母
風美の母。翻訳家。ろくでなしの夫と離婚し、女手一つで二人の娘を育ててきた。

## 映画
2020年、ベルギーを拠点とする映像作家リサ・スピリアールトにより日本・ベルギー合作で長編映画化され、第31回マルセイユ国際映画祭国際コンペティション部門をはじめ、世界各国の映画祭で上映された。60分。
日本では2022年10月15日に公開。配給はVOICE OF GHOST、コピアポア・フィルム。

### キャスト
- 加納風美：クララ・スピリアールト
- 箕輪翠：川村美紀子
- 高瀬咲：サールチェ・バン＝デ＝ステーネ
- 高瀬乙彦：彦宮村周志

### スタッフ
- 監督：リサ・スピリアールト
- 原作：吉本ばなな
- 撮影監督：黒川武彦、ビンセント・ストルップ